# Nicolò Basile
Nicolò Giuseppe Basile (Altamura, 4 gennaio 1995) è un cestista italiano.

## Carriera
A 12 anni viene ingaggiato dalla Fortitudo Bologna. Esordisce nella pallacanestro professionistica all'età di 16 anni, quando veste la divisa della Fulgor Libertas Forlì, nella stagione 2011-12 di Legadue. Partecipa al Jordan Camp con i migliori 10 prospetti mondiali della sua età. Partecipa anche al Basketball without Borders con i migliori prospetti europei. Nelle successive due stagioni continua ad indossare la canotta della società forlivese per poi passare alla Victoria Libertas Pesaro, con la quale esordisce in Serie A.
Nelle Marche trascorre due stagioni, nella seconda delle quali diviene il capitano della Vuelle (capitano più giovane della storia della VL). Per la stagione 2016-17 passa alla Scaligera Verona in Serie A2. Il 30 settembre 2017 viene ingaggiato dalla Pallacanestro Virtus Roma.

## Statistiche
Stagione regolare
| Stagione        | Squadra               | Competizione | Partite | Partite | Partite | Statistiche tiro | Statistiche tiro | Statistiche tiro | Altre statistiche | Altre statistiche | Altre statistiche | Altre statistiche | Altre statistiche |
| Stagione        | Squadra               | Competizione | Pres.   | Titol.  | Minuti  | Tiri da 2        | Tiri da 3        | Liberi           | Rimb.             | Assist            | Rubate            | Stopp.            | Punti             |
| --------------- | --------------------- | ------------ | ------- | ------- | ------- | ---------------- | ---------------- | ---------------- | ----------------- | ----------------- | ----------------- | ----------------- | ----------------- |
| 2011-2012       | Fulgor Libertas Forlì | Legadue      | 8       | 0       | 48      | 0/1              | 0/3              | 4/8              | 3                 | 3                 | 0                 | 0                 | 4                 |
| 2012-2013       | Fulgor Libertas Forlì | Legadue      | 16      | 0       | 95      | 0/4              | 0/8              | 1/2              | 12                | 9                 | 3                 | 0                 | 1                 |
| 2013-2014       | Fulgor Libertas Forlì | DNA Gold     | 30      | 0       | 567     | 11/29            | 20/57            | 32/49            | 68                | 53                | 25                | 2                 | 114               |
| 2014-2015       | VL Pesaro             | Serie A      | 29      | 0       | 355     | 7/30             | 8/33             | 7/14             | 35                | 26                | 15                | 0                 | 45                |
| 2015-2016       | VL Pesaro             | Serie A      | 26      | 0       | 244     | 2/11             | 9/29             | 7/11             | 24                | 15                | 11                | 0                 | 38                |
| 2016-2017       | Scaligera Verona      | Serie A2     | 20      | 0       | 241     | 3/10             | 5/20             | 3/9              | 24                | 22                | 9                 | 0                 | 24                |
| 2017-2018       | Virtus Roma           | Serie A2     | 21      | 0       | 214     | 3/8              | 3/18             | 2/5              | 23                | 13                | 10                | 0                 | 17                |
| 2019-2020       | N.P. Olginate         | Serie B      | 23      | 23      | 693     | 33/75            | 35/124           | 75/93            | 107               | 81                | 32                | 1                 | 246               |
| Totale carriera |                       |              |         |         |         |                  |                  |                  |                   |                   |                   |                   |                   |

Playoff
| Stagione        | Squadra               | Competizione    | Partite | Partite | Partite | Statistiche tiro | Statistiche tiro | Statistiche tiro | Altre statistiche | Altre statistiche | Altre statistiche | Altre statistiche | Altre statistiche |
| Stagione        | Squadra               | Competizione    | Pres.   | Titol.  | Minuti  | Tiri da 2        | Tiri da 3        | Liberi           | Rimb.             | Assist            | Rubate            | Stopp.            | Punti             |
| --------------- | --------------------- | --------------- | ------- | ------- | ------- | ---------------- | ---------------- | ---------------- | ----------------- | ----------------- | ----------------- | ----------------- | ----------------- |
| 2012-2013       | Fulgor Libertas Forlì | Playoff Legadue | 3       | 0       | 21      | 0/1              | 0/2              | 1/2              | 2                 | 0                 | 0                 | 0                 | 1                 |
| Totale carriera |                       |                 |         |         |         |                  |                  |                  |                   |                   |                   |                   |                   |